# Kuno Meyer
Kuno Meyer (20 décembre 1858 - 11 octobre 1919) est un érudit allemand, reconnu dans le domaine de la philologie et de la littérature celtiques. Sa position pro-allemande au début de la Première Guerre mondiale aux États-Unis est une source de controverse. Il est le frère de l'érudit classique Eduard Meyer.
Meyer est considéré avant tout comme un lexicographe parmi les érudits celtiques, mais il est plutôt connu du grand public en Irlande comme l'homme qui leur a fait découvrir Selections from Ancient Irish Poetry (1911).
Il fonde et dirige quatre revues consacrées aux études celtiques , publie de nombreux textes et traductions de romans et de sagas de l'ancien et du moyen irlandais et écrit de manière prolifique, ses sujets allant des noms d'origine et de la loi ancienne.

## Jeunesse
Né à Hambourg, il y étudie à la Gelehrtenschule du Johanneum. Il passe deux ans à Édimbourg, en Écosse, lors de son adolescence (1874–1876) à apprendre l'anglais.
À partir de 1879, il fréquente l'université de Leipzig, où il étudie le celtique avec Ernst Windisch. Il obtient son doctorat pour sa thèse Eine irische Version der Alexandersage, une version irlandaise de l'Alexander Romance, en 1884.

## Maître de conférences
Il occupe ensuite le poste de maître de conférences en Langues germaniques au nouveau University College de Liverpool, précurseur de l'Université de Liverpool, créée trois ans plus tôt. Pendant son séjour à Liverpool, il est nommé au poste de MacCallum Lecturer à l'Université de Glasgow. Il occupe ce poste pendant trois ans, donnant ses premières conférences en 1904. Il fait partie de ceux qui appellent à la création d'une chaire permanente d'études celtiques à Glasgow.
Il continue à publier sur le vieil irlandais et des sujets plus généraux sur les langues celtiques, ainsi qu'à produire des manuels d'allemand. En 1896, il fonde et édite conjointement avec Ludwig Christian Stern, la prestigieuse Zeitschrift für celtische Philologie. Il cofonde également Archiv für celtische Lexicographie en 1898 avec Whitley Stokes, produisant 3 volumes de 1900 à 1907.
En 1903, Meyer fonde la School of Irish Learning à Dublin et crée l'année suivante sa revue Ériu dont il est l'éditeur. Toujours en 1904, il devient professeur Todd de langues celtiques à la Royal Irish Academy. En octobre 1911, il succède à Heinrich Zimmer comme professeur de philologie celtique à l'Université Friedrich Wilhelm de Berlin ; l'année suivante, un volume de Miscellany lui est présenté par des élèves et des amis en l'honneur de son élection, et il est fait freemen de Dublin et de Cork.

## Première Guerre mondiale
Au déclenchement de la Première Guerre mondiale, Meyer quitte l'Europe pour les États-Unis d'Amérique, où il enseigne à l'Université Columbia, à l'Université de l'Illinois à Urbana-Champaign et ailleurs. Un discours pro-allemand qu'il prononce en décembre 1914 au Clan na Gael sur Long Island provoque l'indignation en Grande-Bretagne et certaines factions parmi les Irlandais, et en conséquence, il est retiré de la liste des freemen à Dublin et Cork et de son poste de professeur honoraire de celtique à Liverpool. Il démissionne de ses fonctions de directeur de la School of Irish Learning et de rédacteur en chef d'Ériu.
L'Université Harvard avait également invité Meyer à donner des conférences sur le campus, mais elle le «désinvite» à l'automne 1914 en raison de l'activité pro-allemande de Meyer .
Meyer accepte néanmoins de candidater au poste de professeur d'échange à Harvard, sur la recommandation de professeurs allemands là-bas. Cependant, lorsque le numéro d'avril 1915 de The Harvard Advocate décerne le premier prix à un poème satirique anti-allemand " Gott mit Uns " écrit par un étudiant de premier cycle, Meyer envoie à l'université (et à la presse) une lettre de protestation, réprimandant les membres du corps professoral qui sert de juges pour manque de neutralité. Meyer retire également sa candidature à la chaire d'échange dans la lettre. Dans une réponse, le président Abbott Lawrence Lowell déclare, en expliquant la politique de Harvard, que la liberté d'expression inclut à la fois les voix pro-allemandes et pro-alliées .

## Fin de carrière
Il est blessé dans une collision ferroviaire en 1915 et rencontre Florence Lewis, 27 ans, alors qu'il se remet dans un hôpital californien. Ils se marient peu de temps après. Florence va en Allemagne en 1916, Meyer en 1917. En 1919, Florence et sa fille partent pour la Suisse. Il est mort à Leipzig.
À titre posthume, en 1920, le nom de Meyer est restauré, à la fois par Dublin et Cork, dans leurs Rolls of Honorary Freemen. La restauration a lieu le 19 avril 1920 à Dublin, où le Sinn Féin a pris le contrôle du conseil municipal trois mois auparavant, annulant la décision prise en 1915 par le Parti parlementaire irlandais.